# Пертовское сельское поселение
Пе́ртовское се́льское поселе́ние — муниципальное образование в Чучковском районе Рязанской области Российской Федерации.
Административный центр — село Пертово.

## История
Статус и границы сельского поселения установлены Законом Рязанской области от 7 октября 2004 года № 100-ОЗ «О наделении муниципального образования - Чучковский район статусом муниципального района, об установлении его границ и границ муниципальных образований, входящих в его состав».
Границы сельского поселения определяются законом Рязанской области от 11.11.2008 № 164-ОЗ.

## Население
| 2010  | 2012  | 2013  | 2014  | 2015  | 2016  | 2017  |
| ----- | ----- | ----- | ----- | ----- | ----- | ----- |
| 1430  | ↘1400 | ↘1352 | ↘1297 | ↘1241 | ↘1211 | ↘1159 |
| 2018  | 2019  | 2020  | 2021  |       |       |       |
| ↘1122 | ↘1120 | ↗1128 | ↘1081 |       |       |       |

## Состав сельского поселения
| №  | Населённый пункт   | Тип населённого пункта       | Население |
| -- | ------------------ | ---------------------------- | --------- |
| 1  | Александровка      | деревня                      | ↘10       |
| 2  | Большая Дмитриевка | деревня                      | ↘1        |
| 3  | Земледелец         | деревня                      | 0         |
| 4  | Ивановка           | деревня                      | 0         |
| 5  | Илюшкино           | деревня                      | 0         |
| 6  | Калинино           | деревня                      | ↘0        |
| 7  | Красная Слобода    | деревня                      | ↘1        |
| 8  | Луговой            | посёлок                      | ↗87       |
| 9  | Марьевка           | деревня                      | ↘2        |
| 10 | Мелехово           | село                         | ↗177      |
| 11 | Ольховка           | деревня                      | ↘6        |
| 12 | Ореховка           | деревня                      | ↘3        |
| 13 | Пертово            | село, административный центр | ↗972      |
| 14 | Пёт                | село                         | ↘0        |
| 15 | Прудовка           | деревня                      | ↘2        |
| 16 | Пузос              | село                         | ↘26       |
| 17 | Пятша              | деревня                      | ↘0        |
| 18 | Свищевка           | деревня                      | ↘28       |
| 19 | Церлёво            | село                         | ↘115      |